# Red Dead Redemption
Red Dead Redemption este un joc video non-linear de acțiune-aventură cu o tematică Western dezvoltat de Rockstar San Diego și publicat de Rockstar Games. A fost lansat exclusiv pentru Xbox 360 și PlayStation 3 în mai 2010. Jocul a primit recenzii foarte favorabile și chiar câteva premii de "Jocul Anului", fiind considerat unul dintre cele mai bune jocuri video create vreodată.
Acțiunea se petrece la sfârșitul  erei Western, în anul 1911, și urmărește povestea lui John Marston, un fost nelegiuit care, după ce a fost trădat și lăsat să moară de membrii bandei sale, încearcă să ducă o viață simplă și liniștită alături de familia sa: soția lui Abigail și fiul său Jack Marston. Totuși, după ce Biroul de Investigații îi răpește pe aceștia și îl obligă pe Marston să lucreze pentru ei, el trebuie să se întoarcă la stilul său de viață violent și să-i găsească și ucidă pe membrii fostei sale bande, pentru a-și recăpăta familia.
Jocul este o continuare a celui din 2004 Red Dead Revolver, fiind al doilea din seria Red Dead. Totuși, cele două jocuri sunt complet separate, întrucât niciun element din povestea lui Red Dead Revolver nu se regăsește în acest joc, singurul lucru pe care cele două îl au în comun fiind tematica Western, amândouă desfășurându-se în timpul frontierei americane (secolul 19 - începutul secolului 20), deși Red Dead Redemption prezintă sfârșitul acestei ere și începutul celei moderne, a aparatelor și tehnologiilor mai avansate. La scurt timp după lansare, Red Dead Redemption a avut parte de mai multe pachete de conținut descărcabil (DLC); Red Dead Redemption: Undead Nightmare, care a fost lansat mai târziu ca un joc de sine stătător, a adăugat, pe lângă conținut în plus pentru modul multiplayer al jocului, o poveste complet nouă și originală pentru singleplayer, prezentând încercarea lui Marston de a opri o apocalipsă zombi ce a lovit Vestul Sălbatic. Al treilea joc din serie, Red Dead Redemption 2, ce este un prequel pentru Red Dead Redemption, a fost lansat pe 26 octombrie 2018, cu recenzii la fel de pozitive.

## Gameplay
Red Dead Redemption este un joc de aventură cu o tematică Western, jucat dintr-o perspectivă third person. Jucătorul îl controlează pe John Marston și completează misiuni, scenarii liniare cu obiective stabilite, pentru a progresa în poveste. În afara misiunilor, jucătorii pot călători și explora fără restricții open-world-ul jocului. Jucătorul poate interacționa cu mediul înconjurător și se poate lupta cu dușmanii, folosind diverse arme de foc. Diferitele rase de cai sunt principalele mijloace de transport, fiecare cu atribute diferite. Acești cai trebuie să fie îmblânziți înainte de-a putea fi folosiți. Jucătorul poate utiliza trenuri pentru a călători rapid, dar totodată poate și opri trenul, amenințând sau omorând pasagerii sau conductorul. Terenurile nedezvoltate și nelocuite ale jocului reprezintă cea mai mare parte a open-world-ului, prezentând diferite peisaje naturale întinse, cu călători ocazionali, bandiți și faună sălbatice. Terenurile urbane variază de la ferme izolate la orașe aglomerate. Pe lângă Occidentul american, jucătorul poate explora, de asemenea, un stat mexican fictiv vecin cu Statele Unite.
Pe lângă povestea principală, jucătorul va fi martor și poate participa la evenimente aleatorii pe care le întâlnește în timp ce explorează open-world-ul. Acestea includ draperii publice, ambuscade, persoane ce au nevoie de ajutor, întâlniri cu străini, împușcături și atacuri ale animalelor periculoase. De exemplu, în cazul în care un grup de oameni se îndreaptă spre oraș cu arme de foc, Marston îi poate ucide și va primi un bonus de onoare și de faimă pentru protejarea orașului. Jucătorul poate participa și la activități secundare opționale, majoritatea cărora le oferă jucătorului bani. Aceste activități secundare includ dueluri, în care jucătorul trebuie să-și scoată arma și împuște adversarul primul; vânători de recompense, unde jucătorul poate vâna diverse persoane căutate de pe postere; colectarea de plante medicinale, care implică strângerea de plante exotice din jurul hărții pentru medicii din oraș; jocurile de noroc, unde pot fi găsiți oameni care se joacă jocuri precum poker sau Five Fingers Fillet; și vânătoarea, în care jucătorul poate ucide animalele sălbatice și apoi să le vândă pielea.
Red Dead Redemption folosește un sistem de moralitate în care jucătorii au capacitatea de a obține onoare pozitivă sau negativă. Onoarea poate fi câștigată prin luarea unor alegeri pozitive din punct de vedere moral, precum cruțarea vieții unor anumite persoane sau salvarea unei femei de la răpire. Standardul global de onoare al jucătorului este redus pentru comiterea de crime sau alte alegeri negative. Acest lucru funcționează împreună cu un alt sistem, faima, care afectează modul în care oamenii reacționează în funcție de statutul de onoare al lui Marston. Dacă Marston are puțină onoare, personajele non-jucător (NPC) se vor simți nesigure în jurul lui. Dacă are un nivel ridicat de onoare, alte personaje îl vor saluta deseori și se vor simți în siguranță în jurul său. Jucătorul va primi, de asemenea, reduceri la unele magazine, mai multe salarii pentru locuri de muncă și alte bonusuri. Un nivel foarte scăzut de onoare poate duce chiar la închiderea unor orașe în momentul sosirii lui Marston. Pentru a preveni acest lucru, jucătorul poate să se deghizeze purtând o bandană atunci când efectuează acte criminale; pe de cealaltă parte, o reputație foarte negativă sau criminală garantează jucătorului o mare mulțime de respect și reduceri din partea bandiților și altor criminali la ascunzătorile neleguiților, cum ar fi Thieves' Landing.

### Combat
Luptele cu arme de foc sunt un element important în Red Dead Redemption. Jucătorul poate să se ascundă în spatele anumitor obiecte, să țintească o anumită persoană sau animal, și să împuște orbește sau liber, fără să țintească. Părțile individuale ale corpului pot fi, de asemenea, țintite, pentru ca persoana împușcată să fie doar pusă la pământ fără să moară. Când jucătorul țintește un inamic, motorul jocului creează în mod unic reacțiile și mișcările AI-urile în funcție de locul în care au fost împușcate. Dintre armele cu precizie periodică, jucătorul poate alege revolvere, pistoale, puști, snipere, cuțite, explozivi, lasouri, arme Gatling montate, tunuri și multe altele. Duelurile utilizează o mecanică de tip gunslinger cunoscut sub numele de "Dead Eye". Dead Eye este un sistem de direcționare care este folosit într-un mod asemănător oricărui glonț, permițând jucătorului să încetinească timpul pentru a plasa o țintă precisă în mai multe părți ale corpului. Când secvența de direcționare se termină, Marston împușcă automat în toate zonele marcate într-o succesiune extrem de rapidă.
Adoptat din seria Grand Thef Auto, Red Dead Redemption are un sistem modificat de "wanted". Când jucătorul comite o crimă, cum ar fi uciderea unei persoane în fața unor martori, unii vor alerga la cea mai apropiată secție de poliție pentru a-l raporta. Jucătorul poate să-i mituiască sau să-i omoare înainte de a ajunge la stație, prevenind astfel orice atenție din partea legii. Dacă o infracțiune este săvârșită în apropierea unui ofițer al legii sau a unui polițist, indicatorul de "wanted" apare imediat împreună cu niște recompense care cresc odată cu fiecare infracțiune comisă. Cu cât este mai mare recompensa, cu atât mai mulți vânători de recompense vor încerca să-l ucidă pe jucător. Dacă jucătorul ucide destul de mulți urmăritori, atunci vor fi trimiși fie marșalii americani, fie armata mexicană, în funcție de locația jucătorului. Pentru a scăpa de toți urmăritorii, jucătorul trebuie să scape din zona acestora de căutare până la dispariția contorului de "wanted". În mod alternativ, jucătorul poate ucide toți ofițerii legi dintr-un oraș pentru ca indicatorul "wanted" să dispară. Totuși, chiar dacă scapă de arestare, se pune o recompensă asupra jucătorului, care va face ca numeroși vânători de recompense să vină după el în pustietate. Este imposibil să se predea în fața acestor vânători de recompense deoarece îl vor ucide pe jucător chiar și dacă își aruncă arma și se pune în genunchi. Doar oamenii legii din orașe și case vor accepta predarea. Legea va continua să urmărească jucătorul la nesfârșit, până când va plăti recompensa la o stație de telegraf sau prezintă o scrisoare de grațiere. Când este arestat, jucătorul își plătește recompensa, petrece un anumit număr de zile în închisoare, în funcție de gravitatea crimelor, și apoi este eliberat. Dacă jucătorul nu are destui bani pentru a plăti recompensa, legea va aloca diverse activități de vânătoare pe care jucătorul le poate face până când va fi câștigat suficienți bani.

### Multiplayer
Red Dead Redemption include un mod multiplayer online cu maxim 16 jucători pe sesiune. Fiecare joc multiplayer, atât individual, cât și bazat pe echipă, cu o "confruntare mexicană". Supraviețuitorii acestei confruntări vor putea apoi să se deplaseze în orice parte a câmpului de luptă în pregătirea pentru respingerea atacurilor dușmanilor. Cutiile din mediul înconjurător conțin arme în plus, muniție și diferite abilități temporare. Jucătorii pot să avanseze în nivel și să completeze provocări cu arme care le oferă diferite recompense, precum modele noi de personaje, skin-uri aurii pentru arme, titluri noi și rase noi de animale. Moduri noi de joc pentru multiplayer au fost adăugate prin conținut descărcabil (DLC), precum "Stronghold", care este un scenariu de atac sau apărare, echipele schimbând rolurile la finalul fiecărei runde, și a fost inclus în pachetul Liars and Cheats. Pachetul Undead Nightmare, pe lângă o poveste nouă pentru singleplayer, a adăugat opt modele noi de personaje zombi și două moduri noi de joc: "Undead Overrun" și "Land Grab".
Modul "Shootout" are două versiuni diferite, free-for-all și de echipă, dar ambele urmează scenariul tradițional de deathmatch, în care jucătorii individuali sau echipele trebuie să omoare cât mai mulți inamici. Sunt disponibile și mai multe variante ale modului de joc clasic "capture the flag", precum "Hold Your Own", în care fiecare echipă trebuie simultan să-și apere sacul de aur de echipa inamică și să încerce să îl captureze pe celălalt; "Grab The Bag", care constă în două echipe atacând un sac poziționat într-o anumită secțiune a hărții; și "Gold Rush", care este doar free-for-all și constă în fiecare jucător individual încercând să ia și apoi să păstreze cât mai mulți saci posibili. Porțiunea multiplayer a lui Red Dead Redemption include, de asemenea, un open-world. Toți jucătorii de pe server pot forma sau se pot alătura unui grup de alți jucători, cunoscut sub numele de "posse", care poate fi alcătuit din până la opt jucători și poate lua parte la diferite activități împreună, precum vânătoarea sau atacarea ascunzătorilor unor bande de NPC-uri sau alți jucători. În anumite moduri de joc, jucătorii nu pot să omoare alți jucători.

## Povestea

### Plasare
Red Dead Redemption se petrece în New Austin și West Elizabeth, două state americane fictive, precum și în Nuevo Paraiso, un stat mexican fictiv. New Austin și West Elizabeth sunt adiacente unul altuia și au o frontieră de sud cu Mexicul. Nuevo Paraiso este un stat mexican, separat de teritoriul S.U.A. de râul San Luis. Jocul are loc în anul 1911, prezentând deceniul final al frontierei americane și arhetipurile de cowboy și nelegiuiți care l-au modelat. Peisajul din Vestul Sălbatic începe să se estompeze și apar în schimb tehnologii moderne, precum automobile, mitraliere și proiectele de foraj petrolier.

### Povestea
Jocul începe în 1911, când fostul nelegiuit John Marston este obligat să lucreze pentru Biroul de Investigații, care, dorind să scape de toți nelegiuiții pentru a civiliza Vestul în vederea sfârșitului frontierei americane, îl pun să-i găsească și să-i aducă în fața justiției pe toți membrii supraviețuitori din fosta sa bandă, răpindu-i familia pentru a se asigura că John cooperează. După ce este escortat până în orașul Armadillo din statul New Austin de către agenții federali Edgar Ross și Archer Forham, John se îndreaptă de unul singur spre fortăreața Fort Mercer, ocupată de o bandă de nelegiuiți condusă de Bill Williamson, unul dintre membrii rămași ai fostei sale bande. Sosind la Fort Mercer, John încearcă să discute pașnic cu Williamson, dar acesta refuză să-l asculte și John este împușcat de unul din oamenii lui Williamson, fiind apoi lăsat să moară. Deși grav rănit, John supraviețuiește și este găsit mai târziu de fermierul local Bonnie MacFarlane, care îl duce la ferma sa pentru îngrijiri medicale. Câteva zile mai târziu, după ce s-a recuperat, John începe să lucreze alături de Bonnie și de tatăl ei, Drew MacFarlane, ajutându-i cu diferite treburi în jurul fermei, pentru a-i răsplăti pentru ajutorul lor. 
Lucrând pentru Bonnie, John se împrietenește cu aceasta și se familiarizează cu diferitele regiuni din New Austin, întâlnind noi persoane care îi vor deveni aliați, precum marșalul american Leigh Johnson și deputații săi Eli și Jonah. John începe să lucreze și pentru Johnson și deputații săi, ajutându-i să se ocupe de diverse bande și criminali locali, printre care și membri din banda lui Wiliamson, iar în schimb aceștia îi promit ajutorul în a ataca Fort Macer și a-l captura pe Williamson. John își face curând și mai mulți aliați, precum con artistul Nigel West Dickens, vânătorul de comori Seth Briars, și un traficant de arme alcoolic cunoscut doar ca Irish, și începe să lucreze și pentru ei, ajutându-i cu diverse probleme și favoruri, astfel încât și ei îl vor ajuta la rândul lor cu atacul asupra fortăreței lui Williamson. În cele din urmă, John și noii săi prietenii atacă Fort Mercer și fiecare își face partea: Seth creează o distragere în timp ce Nigel îi păcălește pe oamenii lui Williamson să-l lase înăuntru împreună cu căruța sa, în care se ascunde de fapt John cu o armă puternică construită de Irish, pe care o folosește pentru a-i omorî pe mare parte din oamenii lui Williamson, înainte de a-i elimina pe cei rămași cu ajutorul lui Johnson și al deputaților săi. Drept urmare, banda lui Williamson este complet eliminată, dar acesta nu este de găsit nicăieri și, după ce îl interoghează pe singurul supraviețuitor, John și aliații săi află că acesta a fugit cu puțin timp în urmă în Mexic pentru a-i cere ajutorul lui Javier Escuella, un alt membru al fostei bande a lui John. După ce își ia rămas bun de la prietenii săi, John pleacă spre Mexic împreună cu Irish și, în urma unei ambuscade a "prietenilor" lui Irish, cei doi trec râul care separă New Austin de statul mexican Nuevo Paraiso, ajungând astfel în Mexic, de unde fiecare o ia pe drumul său, John plecând în căutarea lui Williamson și Escuella.  
În Mexic, John îl întâlnește pe Vincente de Santa, căpitanul armatei mexicane, și începe să lucreze alături de el pentru a sfârși o rebeliune. Lucrând pentru de Santa, John devine mult mai implicat decât și-ar fi dorit în războiul cu rebelii, care a cuprins întregul stat, și îl întâlnește curând pe Colonelul Agustín Allende, superiorul lui de Santa și guvernatorul statului Nuevo Paraiso, care, în schimbul ajutorului lui John, promite să-i predea pe Williamson și Escuella. Totuși, John nu este interesat de război și dorește doar să-i găsească pe Williamson și Escuella cât mai repede, astfel că începe să lucreze simultan pentru armata mexicană și pentru rebeliune, în principal pentru bătrânul trăgător expert cândva renumit Landon Ricketts, liderul carismatic dar egoist și ignorant al rebelilor Abraham Reyes, și una dintre iubitele foarte dedicate ale acestuia, Luisa Fortuna, în speranța că una dintre cele două tabere îl va aduce mai aproape de a găsi ceea ce caută. Allende află în cele din urmă de ajutorul pe care John l-a acordat rebelilor și astfel îl trădează, punându-l pe de Santa să-l omoare, dar John este salvat chiar în ultimul moment de către Reyes. După aceasta, John începe să lupte doar de partea rebelilor și îi ajută să întoarcă balanța războiului în favoarea lor, omorându-l pe de Santa și luându-și rămas bun de la Ricketts, care, în urma unei misiuni reușite de a elibera și a duce numeroși prizonieri până la granița cu Statele Unite, se întoarce la rândul său în America, în timp ce John este nevoit să rămână în Mexic până îi găsește pe Williamson și Escuella. 
În cele din urmă, rebelii atacă cetatea El Presidio iar John este de acord să-i ajute, după ce Reyes îl informează că acolo se ascunde Escuella. În timp ce rebelii se luptă cu soldații mexicani, John îl găsește și îl confruntă în sfârșit pe Escuella, care încearcă să-l convingă pe John să-l cruțe și îi dezvăluie că Williamson se află sub protecția lui Allende. Escuella încearcă apoi să fugă, dar este rapid prins de John, care poate apoi să-l ucidă sau să-l predea Biroului de Investigații. După victoria de la El Presidio, rebelii lansează un atac în forță asupra vilei lui Allende, dar Reyes este capturat iar Luisa este omorâtă încercând să-l salveze pe acesta. După ce John îl salvează pe Reyes, cei doi conduc împreună atacul asupra vilei lui Allende, în urma căruia armata mexicană este învinsă iar Allende și Williamson încearcă să fugă, dar John și Reyes îi prind rapid din urmă și îi execută. Cu Allende mort, Reyes preia vila acestuia și devine noul guvernator al statului Nuevo Paraiso. El plănuiește apoi să avanseze cu rebeliunea spre capitală și îl invită pe John să i se alăture, dar acesta refuză, deoarece, cu Williamson mort, este nevoit să se întoarcă în America și să se întâlnească cu Biroul.
Sosind în orașul Blackwater din statul West Elizabeth, John se reîntâlnește cu agenții Edgar Ross și Archer Fordham și îi informează de moartea lui Williamson, cerând apoi să i se înapoieze familia. Totuși, cei doi refuză și îi cer să mai găsească un ultim membru supraviețuitor al bandei sale, ci anume pe Dutch van der Linde, fostul lider al bandei, care a fost ca un părinte pentru John. Aflând că Dutch și-a format o bandă nouă de americani nativi, John începe să lucreze alături de Ross și Fordham, iar mai târziu și de doi asociați ai acestora, Profesorul Harold MacDougal și Nastas, un fost membru al bandei lui Dutch, pentru a respinge atacurile constante ale bandei asupra locuitorilor din Blackwater, printre care și un jaf al unei bănci, și a găsi ascunzătoarea acestora. John reușește în cele din urmă să găsească baza lui Dutch în munți, dar Nastas este omorât în timpul unei ambuscade a oamenilor lui Dutch iar MacDougal decide să se întoarcă la Universitatea Yale, cerându-i ajutorul lui John pentru a scăpa de oamenii lui Dutch. În cele din urmă, John se alătură lui Ross, Fordham și unui grup de soldați americani într-un atac asupra ascunzătorii lui Dutch, în timpul căruia John îl urmărește pe Dutch până pe o stâncă unde acesta, grav rănit, se sinucide, lăsându-se să cadă de pe stâncă, dar nu înainte de-al avertiza pe John că Biroul va încerca să-l omoare și pe el. Cu toți membrii fostei sale bande aduși în fața justiției, John este liber din înțelegerea sa cu Ross și în sfârșit se poate întoarce la familia lui. 
John sosește la ferma sa, unde se reîntâlnește după mult timp cu soția sa Abigail și cu fiul său Jack, precum și cu prietenul său Uncle, care a făcut, de asemenea, parte din fosta lui bandă și a avut grijă de fermă în timpul lungii sale absențe, ceea ce explică starea proastă în care este ferma acum, deoarece Unlce este leneș și nu prea s-a ocupat de ea. Drept urmare, John începe să muncească pentru a repune ferma pe picioare, la un moment dat chiar fiind nevoit să-l salveze pe Jack de un urs pe care acesta a încercat să-l vâneze de unul singur în ciuda lipsei sale de experiență, și încearcă să petreacă cât mai mult timp alături de familia sa, jurând să se țină pe sine și pe aceștia departe de viața de nelegiuit. Totuși, această liniște și pace este de scurtă durată, deoarece John este curând nevoit să respingă un atac surpriză al unei mici armate combinate de soldați, ofițeri și agenți federali conduși de Ross, care a încălcat înțelegerea făcută John și, după cum a prevăzut și Dutch, acum încearcă să-l ucidă și pe el. Uncle este omorât în timpul luptei iar John, deși reușește să îndepărteze mai multe valuri de atacatori, este curând depășit numeric, astfel că este nevoit să își trimită familia în siguranță în timp ce el se sacrifică și rămâne în urmă pentru a se ocupa de atacatorii rămași, distrăgându-le atenția suficient pentru ca familia sa să scape. În ciuda unei ultimi bătălii onorabile, John moare după ce este împușcat de nenumărate ori de Ross și de oamenii lui, și este apoi îngropat de familia sa pe dealul de lângă fermă.
Trei ani mai târziu, în 1914, după moartea mamei sale, Jack reușește să-l găsească pe Ross, recent pensionat, și îl ucide într-un duel, răzbunându-și astfel tatăl, dar luând-o pe un drum plin de violență, de care acesta a încercat mereu să-l țină departe. Soarta aliaților și prietenilor pe care și-a făcut John pe parcursul călătoriei sale este dezvăluită mai târziu în ziarele și dialogul NPC-urilor din joc: Bonnie MacFarlane s-a căsătorit, Leigh Johnson a demisionat din poziția de șerif din Armadillo și s-a mutat cât mai departe de oraș, Irish s-a împușcat din greșeală în Thieves' Landing și a murit, Seth Briars a găsit în cele din urmă comoara pe care o căuta și s-a îmbogățit, Abraham Reyes a cucerit în cele din urmă Mexicul dar a ajuns să fie consumat de putere și a devenit un tiran, Landon Ricketts a murit pașnic când dormea, iar Harold MacDougal s-a întors la Universitatea Yale, dar a fost dat afară după ce s-a îmbătat, a atacat un alt profesor și s-a urcat pe o clădire complet dezbrăcat.

### Personaje

#### Protagoniști
- John Marston - este protagonistul principal al jocului. John a fost cu mult timp în urmă un membru dintr-o bandă de nelegiuiți condusă de Dutch van der Linde, dar a părăsit-o după ce aceștia l-au lăsat să moară și a ales să ducă un trai pașnic alături de familia sa. Totuși, John este nevoit să se întoarcă la vechile sale obiceiuri violente după ce Biroul de Investigații  îi răpește familia și îl obligă să-i găsească și să-i omoare pe toți membrii supraviețuitori din vechea lui bandă. El reușește în cele din urmă să realizeze acest lucru și este liber să se întoarcă la familia sa, dar acest lucru se dovedește a fi de scurtă durată, deoarece unul dintre agenții federali pentru care a lucrat, Edgar Ross, încalcă înțelegerea făcută cu John și conduce un atac asupra fermei lui, în timpul căruia John se sacrifică pentru ca familia lui să scape în siguranță iar el este omorât de Ross și oamenii lui. John este o persoană serioasă și dură și un trăgător expert, care încearcă să scape de trecutul lui de nelegiuit și să ducă o viață liniștită, dar tot este forțat să se întoarcă la obiceiurile sale violente.
- Jack Marston - este fiul lui John, devenind protagonistul jocului după moartea acestuia. Jack s-a născut pe când părinții lui erau încă parte din banda lui Dutch van der Linde, astfel că a avut parte de o copilărie dură și expusă la numeroase acte de violență, dar odată ce au părăsit banda, John a făcut tot posibilul să-l țină pe Jack departe de viața de nelegiuit, să-l prevină din a ajunge ca el. Împreună cu mama sa, Abigail, Jack este răpit de Biroul de Investigații pentru a-l motiva pe John să lucreze pentru ei, dar amândoi sunt eliberați odată ce John își îndeplinește sarcina și îi omoară pe toți membrii rămași din vechea lui bandă. John se reîntâlnește cu familia sa când se întoarce după mult timp la ferma sa și încearcă să petreacă cât mai mult timp alături de aceștia și să-i țină departe de viața de nelegiuit, dar acest lucru se dovedește a fi de scurtă durată, deoarece John este trădat și ucis de Edgar Ross, unul dintre agenții federali pentru care acesta a fost obligat să lucreze. Trei ani mai târziu, după moartea mamei sale, Jack reușește să-și răzbune tatăl și îl omoară pe Ross, dar astfel își începe viața de nelegiuit, plină de violență, de care John a încercat mereu să-l țină departe. Jack este un tânăr foarte inteligent și curios, fascinat de lectură, și, deși nu este la fel de talentat la munca fizică, tot încearcă să-și impresioneze tatăl cu abilitățile sale; trei ani după moartea acestuia, Jack a reușit să devină un trăgător talentat, aproape la fel de priceput ca și tatăl său.

#### Personaje principale
- Bonnie MacFarlane - este un fermier din Armadillo, New Autsin, și primul aliat important pe care John și-l face în călătoria sa. Ea îl salvează după ce acesta a fost împușcat și lăsat să moară de oamenii lui Bill Williamson iar în schimb acesta o ajută cu diferite treburi în jurul fermei. Printre acestea se află și atacuri constante ale bandei lui Williamson, care o răpesc și încearcă să o spânzure pe Bonnie, dar John o salvează și o ajută să scape de aceștia, cei doi devenind rapid prieteni apropiați. John se reîntâlnește mai târziu cu Bonnie după ce s-a întors la familia sa, vizitând-o pentru a cumpăra niște vaci de la ea, iar mai târziu Bonnie îl contactează pe John prin telegraf pentru a-i cere să-i aducă niște porumb, deoarece are probleme cu dăunătorii. După aceasta, Bonnie nu mai este văzută în joc, dar niște NPC-uri din 1914 (trei ani după moartea lui John) spun că Bonnie s-ar fi căsătorit, deși nu se știe cu cine. Bonnie este o femeie muncitoare și independentă într-o lume dominată de bărbați, și face tot posibilul pentru a-și menține ferma într-o stare bună.
- Leigh Johnson - este un mareșal american și șeriful din Armadillo, care a protejat orașul de diferiți nelegiuiți și bande de mulți ani. El este unul dintre puținii oameni ai legii onești rămași în New Austin și are adesea probleme cu bande locale precum banda lui Walton sau cea a Gemenilor Bollard. Johnson este un aliat important pe care John și-l face în călătoria sa, acesta ajutându-l să protejeze Armadillo de aceste bande în schimbul ajutorul lui Johnson și al deputaților săi în a ataca Fort Mercer, ocupat de banda lui Bill Williamso. După atacul asupra lui Fort Mercer, Johnson nu mai este văzut în joc, dar un ziar din 1914 (trei ani după moartea lui John) spune că acesta a demisionat din poziția de șerif din Armadillo și s-a mutat cât mai departe de oraș. Johnson este un șerif prietenos, uneori puțin sarcastic, și nu se teme să verse sânge pentru a proteja regiunile aflate în zona lui de jurisdicție de nelegiuiți.
- Nigel West Dickens - este un con artist care pretinde că este un vânzător ambulant, dar în realitate doar păcălește oamenii să-i cumpere produsele inutile, în principal un elixir despre care spune care efecte miraculoase asupra oamenilor, deși, ca toate celelalte produse ale sale, este doar o înșelătorie. El îl întâlnește pe John după ce acesta îl salvează din deșert, unde a fost lăsat să moară, și îi devine un aliat apropiat, ajutându-l să atace Fort Mercer, după ce John lucrează puțin alături de el pentru a strânge bani pentru a-i îmbunătăți căruța, pe care o folosesc în atac. După atacul asupra lui Fort Mercer, Nigel este văzut ultima dată în Blackwater, unde a fost arestat pentru posesie și vindere de droguri, dar este eliberat după ce John îl convinge pe Edgar Ross să vorbească cu ofițerul care l-a arestat pe Nigel, spunându-i de rolul acestuia în a-l omorî pe Bill Williamson. Nigel dă impresia unui bătrân jovial și prietenos, dar în realitate este doar un mare șarlatan, deși îl ajută bucuros pe John, în mare parte datorită amenințărilor acestuia.
- Seth Briars - este un vânător de comori nebun și un aliat important pe care John și-l face în călătoria sa. Seth a fost un aliat al bandei lui Williamson, dar îl ajută pe John, pe care îl cunoaște prin intermediul lui Nigel West dickens, să atace fortăreața acestora, Fort Mercer, deoarece John îl ajută cu căutarea sa de comori, chiar dacă nu găsesc nimic de valoare. Seth este extrem de nebun și obsedat de găsirea unei comori, abandonându-și casa și familia cu mulți ani în urmă pentru a se dedica complet căutării, ceea ce explică de ce îl ajută pe John doar după ce acesta se oferă să-l ajute să găsească o comoară. Seth nu mai apare în joc după atacul asupra lui Fort Mercer, dar un ziar din 1914 (trei ani după moartea lui John) spune că acesta a găsit în cele din urmă o comoară și s-a îmbogățit, întorcându-se la familia sa și deschizându-și propria afacere în Blackwater.
- Irish - este un traficant de arme irlandez care locuiește în Thieves' Landing și un aliat important pe care John și-l face în călătoria sa. El este un asociat de-al multor nelegiuiți, dar majoritatea se întorc împotriva lui și îl atacă ocazional, din cauza obiceiului său de-ai trăda de fiecare dată. Irish îl întâlnește pe John prin intermediul lui Nigel West Dickens și, după ce acesta îl ajută cu câțiva "prieteni" de-ai săi care l-au atacat, el îl "ajută" în schimb cu atacul asupra lui Fort Mercer, dar ajunge să adoarmă înainte de atac și apare de-abia la final. Mai târziu, Irish îl ajută pe John să ajungă în Mexic iar apoi nu mai este văzut niciodată în joc, dar un ziar din 1914 (trei ani după moartea lui John) spune că Irish s-a împușcat din greșeală și a murit. Irish este un băutor acut, astfel că este mai mereu mort de beat și are o reputație de leneș și fricos.
- Landon Ricketts - este un bătrân trăgător expert cândva renumit, care s-a mutat din America în orașul Chuparosa din Nuevo Paraiso, Mexic. El protejează orașul de nelegiuiți și este un aliat apropiat al rebelilor, ajutându-i în ce măsură poate cu războiul lor împotriva armatei mexicană. El devine un aliat apropiat al lui John și lucrează alături de el în lupta cu câțiva nelegiuiți și armata mexicană, timp în care îl învață și câteva tehnici noi de tragere. În cele din urmă, Ricketts se întoarce în America și nu mai este văzut niciodată în joc, dar un ziar din 1914 (trei ani după moartea lui John) spune că acesta a murit pașnic în somn, odată cu el murind și o parte din Vestul Sălbatic. Ricketts are un caracter calm și prietenos, în special cu John, și își asumă rolul de mentor temporar pentru acesta, deoarece John îi amintește de el și de tinerețea lui mult mai simplă.
- Abraham Reyes - este liderul rebelilor din Nuevo Paraiso și inamicul numărul unu al armatei mexicane. El provine dintr-o familie bogată și s-a alăturat rebelilor din interese proprii, în principal faimă și putere. Reyes devine un aliat al lui John, care îl ajută în războiul împotriva armatei mexicane în speranța că rebelii l-ar putea ajuta să-i găsească pe Bill Williamson și Javier Escuella, aflați sub protecția armatei mexicane. După ce se ocupă de Escuella, John îl ajută pentru ultima dată pe Reyes într-un atac asupra vilei lui Agustín Allende, colonelul armatei mexicane, în urma căruia armata este învinsă iar Allende și Williamson sunt omorâți. Drept urmare, John încetează să mai lucreze pentru rebeli în timp ce Reyes se mută în vila lui Allende și devine noul guvernator al statului Nuevo Paraiso, plănuind să avanseze cu rebeliune spre capitală. După aceasta, Reyes nu mai apare în joc, dar un ziar din 1914 (trei ani după moartea lui John) spune că Reyes a preluat în cele din urmă controlul asupra întregului Mexic, dar a ajuns să fie consumat de putere și a devenit un tiran. Reyes dă impresia unui conducător carismatic și prietenos, dar în realitate îl interesează mai mult binele propriu decât cel al statului.
- Luisa Fortuna - este o profesoară tânără de la o școală din orașul Campo Mirado din Nuevo Paraiso, dar și o membră foarte importantă a rebelilor și una dintre iubitele lui Abraham Reyes. Ea devine o aliată importantă a lui John după ce acesta o salvează de armata mexicană și începe să lucreze alături de rebeli în războiul lor împotriva acesteia. Luisa este omorâtă în timpul atacului rebelilor asupra vilei lui Agustín Allende, dar lui John pare să-i pese mai mult de moartea ei decât lui Reyes, care nici nu-și amintește corect numele ei, ceea ce evidențiază ignoranța lui Reyes față de ceilalți. În ciuda vârstei ei, Luisa este o rebelă neînfricată, care nu are nicio problemă să-și sacrifice propria viață pentru ceilalți, fiind complet dedicată cauzei eliberării Mexicului.
- Harold MacDougal - este un profesor care a absolvit Academia din Yale și un asociat al Biroului de Investigații. El se ocupă cu studierea americanilor nativi în acest ultim deceniu al Vestului Sălbatic și devine un aliat al lui John, când acesta lucrează alături de Birou în Blackwater pentru a elimina banda de americani nativi a lui Dutch van der Linde. După ce îl ajută pe John să găsească ascunzătoarea lui Dutch, MacDougal ajunge să fie amenințat de oamenii acestuia, astfel că decide să se întoarcă în Yale, cerându-i ajutorul lui John pentru a ajunge în siguranță la gară. După aceasta, MacDougal este văzut ultima dată în 1914 (trei ani după moartea lui John), reușind să se întoarcă la universitatea din Yale, numai pentru a fi dat afară după ce s-a îmbătat, a atacat un alt profesor și s-a urcat pe o clădire complet dezbrăcat. De asemenea, într-un ziar scrie că MacDougal ar fi cerut ca vârful capului său să fie tăiat pentru a fotografia un creier viu. În ciuda profesiei sale, MacDougal este adesea destul de naiv, ignorant și închis la minte, știind foarte puține despre americanii nativi. El poate fi, de asemenea, nerăbdător și hiperactiv, și face adesea abuz de cocaină.
- Abigail Marston - este soția lui John și mama lui Jack. Ca și John, ea a făcut mai demult parte din banda lui Dutch van der Linde și a fost una dintre prostituatele bandei, dar până la urmă a ales să se căsătorească cu John, cea ce a fost unul dintre motivele pentru care ceilalți membri ai bandei au ajuns să-l displacă pe John. Împreună cu Jack, ea este răpită de Biroul de Investigații pentru a-l motiva pe John să lucreze pentru ei, dar amândoi sunt eliberați odată ce John își îndeplinește sarcina și îi omoară pe toți membrii rămași din vechea lui bandă. John se reîntâlnește cu familia sa când se întoarce după mult timp la ferma sa și încearcă să petreacă cât mai mult timp alături de aceștia și să-i țină departe de viața de nelegiuit, dar acest lucru se dovedește a fi de scurtă durată, deoarece John este trădat și ucis de Edgar Ross, unul dintre agenții federali pentru care acesta a fost obligat să lucreze. Trei ani mai târziu, Abigail moare din cauze necunoscute iar Jack o îngroapă pe același deal ca și John. Abigail este o femeie încăpățânată, dar muncitoare, cu o voință puternică și își iubește foarte mult familia. De asemene, deși este inteligentă, spre deosebire de John și Jack, ea este analfabetă.
- Uncle - este un prieten apropiat al familiei Marston. Ca și John și Abigail, el a făcut mai demult parte din banda lui Dutch van der Linde, dar a părăsit-o odată cu aceștia și s-a mutat împreună cu ei. Uncle locuiește în casa familiei Marston și îi ajută adesea cu treburi în jurul fermei, dar de cele mai multe ori este leneș și nu face nimic cum trebuie. El este omorât când oamenii lui Edgar Ross atacă ferma și este îngropat pe același deal ca și John, și Abigail trei ani mai târziu. Uncle este un băutor acut, astfel că de cele mai multe ori doarme sau stă degeaba, mort de beat, dar cu toate acestea este un prieten bun și loial și ține foarte mult la familia Marston.

#### Antagoniști
- Edgar Ross - este antagonistul principal al jocului. Ross este un agent senior de la Biroul de Investigații care, în încercarea de a civiliza Vestul Sălbatic în deceniul final al frontierei americane, îl obligă pe John să-i găsească și omoare pe toții membri rămași ai fostei sale bande de nelegiuiți, răpindu-i familia pentru a se asigura că John cooperează. În cele din urmă, John face tot ce i s-a cerut iar Ross îl lasă să se întoarcă acasă, la familia lui, dar acest lucru este de scurtă durată, deoarece Ross încalcă înțelegerea făcută cu John și îi atacă ferma cu o mică armată, forțându-l pe John să se sacrifice pentru a-și salva familia. După aceasta, Ross primește tot meritul pentru moartea membrilor bandei lui John, inclusiv John însuși, și are parte de numeroase medalii, dar se pensionează la scurt timp și încearcă să ducă un trai liniștit cu familia sau. Totuși, trei ani mai târziu, Jack Marston îl găsește pe Ross și îl ucide într-un duel, răzbunându-și astfel tatăl. Ross este o persoană de regulă calmă și ușor sarcastică și are o preferință pentru invențiile moderne, precum automobilele și armele semi-automate. El este un om al modernismului și își dorește să scape de toți nelegiuiții cu orice preț, dând dovadă de cruzime, deoarece este dispus să atingă acest scop cu orice preț, și de lipsă de onoare, după ce a încălcat înțelegerea făcută cu John și, chiar și trei ani mai târziu, nu a arătat pic de regret față de acest lucru.
- Bill Wiliamson - este unul dintre foștii membri ai bandei lui Dutch van der Linde, care, după ce a părăsit banda, și-a format una proprie, cu ascunzătoarea în Fort Mercer, New Austin. El este primul dintre vechii asociați ai lui John după care vine acesta, la ordinele Biroului de Investigații, cei doi fiind cândva prieteni apropiați, dar s-au distanțat din cauza geloziei lui Bill pe viața lui John. Banda lui Williamson terorizează întreaga regiune New Austin, astfel că John își face rapid aliați care să fie de acord să-l ajute să atace Fort Mercer și să elimine complet banda. Deși John și aliații săi cuceresc Fort Mercer și îi omoară pe toți oamenii lui Williamson, acesta reușește să fugă în Mexic pentru a-i cere ajutorul lui Javier Escuella, un alt membru al bandei Van der Linde, și, ca și acesta, ajunge sub protecția lui Agustín Allende, colonelul armatei mexicane. Sosind și el în Mexic, John începe să lucreze cu Allende în războiul lui contra unei armate de rebeli, care promite să-i predea pe Williamson și Escuella în schimbul ajutorului său, dar ajunge să-l trădeze curând, astfel că John începe să lupte în schimb de partea rebelilor, care în cele din urmă înving armata mexicană. După ce rebelii cuceresc vila lui Allende, acesta și Williamson încearcă să fugă, dar John și Abraham Reyes, liderul rebelilor, îi prind rapid din urmă și îi omoară pe amândoi. Williamson este un nelegiuit nemilos și foarte încrezător, neavând nicio problemă în a comite și cele mai rele crime, dar în realitate este un laș și preferă să-și lase banda să lupte în locul lui, de aceea alege să nu-l confrunte direct pe John.
- Agustín Allende - este guvernatorul statului mexican Nuevo Paraiso și colonelul armatei mexicane, precum și mâna dreaptă a lui Ignacio Sanchez, președintele Mexicului. El duce un război în întregul stat cu rebelii conduși de Abraham Reyes și îl pune pe mâna lui dreaptă, căpitanul Vincente de Santa, să lucreze alături de John pentru a sfârși rebeliunea, promițându-i acestuia din urmă să-i predea pe Bill Williamson și Javier Escuella, care se află în secret sub protecția lui. Totuși, Allende află curând că John a ajutat în secret rebelii și îl trădează, punându-l pe de Santa să-l omoare, deși John scapă cu ajutorul lui Reyes și apoi începe să lupte doar de partea rebelilor, care în cele din urmă înving armata mexicană. După ce rebelii cuceresc vila lui Allende, acesta și Williamson încearcă să fugă, dar John și Reyes îi prind rapid din urmă și îi omoară pe amândoi. Allende este un lider foarte nemilos și lipsit de limite, adesea răpind femei tinere pe care le violează. De asemenea, el își desconsideră adesea oamenii și nu îi prea pasă de ce se întâmplă cu ei, în special de Santa, pe care îl batjocorește mai mereu.
- Vincente de Santa - este căpitanul armatei mexicane și mâna dreaptă a lui Agustín Allende. El îl ajută pe acesta în războiul împotriva rebelilor conduși de Abraham Reyes și îl recrutează pe John să îl ajute să pune capăt acestei rebeliunii, promițându-i în schimb să-l ajute să-i găsească pe Bill Williamson și Javier Escuella, care se află în secret sub protecția lui Allende. Totuși, Allende află în cele din urmă că John i-a ajutat pe rebeli și îl trădează, punându-l pe de Santa să-l omoare, dar acesta reușește să scape, cu ajutorul lui Reyes. După aceasta, John începe să lupte doar de partea rebelilor și în cele din urmă află unde se află de Santa, fiind trimis să supravegheze un masacru în cimitirul Sepulcro. Cu ajutorul unui grup de rebeli, John îi omoară pe oamenii lui de Santa iar apoi îl prinde și îl bate pe acesta, interogându-l pentru a afla unde se ascunde Escuella. După ce John a terminat cu interogația, el poate să-l omoare personal pe de Santa, sau să-l lase în grija rebelilor, care îl execută pe loc; indiferent de decizie, de Santa moare și este mai târziu înmormântat chiar în Sepulcro. De Santa are un caracter în general optimist și glumește ocazional, dar, în ciuda statului său, este adesea batjocorit de toată lumea, atât de rebeli, cât și de Allende, în special pentru că sunt zvonuri că de Santa ar fi homosexual.
- Javier Escuella - este unul dintre foștii membri ai bandei lui Dutch van der Linde, care, după ce a părăsit banda, a plecat în Nuevo Paraiso, unde a devenit un mercenar și asasin pentru armata mexicană, în schimbul protecției lui Agustín Allende, guvernatorul statului și colonelul armatei. După ce Bill Williamson, un alt fost membru al bandei, a venit și el în Mexic pentru a-i cere ajutorul lui Escuella și a intrat la rândul său sub protecția lui Allende, John l-a urmărit și a început să-i caute atât pe Williamson, cât și pe Escuella, pe care este nevoit să-i aducă în fața justiției, la ordinele Biroului de Investigații. John începe să lucreze cu Allende în războiul lui contra unei armate de rebeli, care promite să-i predea pe Williamson și Escuella în schimbul ajutorului său, dar ajunge să-l trădeze curând, astfel că John începe să lupte în schimb de partea rebelilor. Aceștia atacă în cele din urmă cetatea El Presidio, unde John îl găsește și îl confruntă pe Escuella. El încearcă să-l convingă pe John să-l cruțe, spunându-i unde să-l găsească pe Williamson, dar apoi încearcă să fugă, numai pentru a fi rapid prins de John; acesta poate apoi să-l omoare pe Escuella sau să-l predea Biroului. Dacă John nu îl omoară pe Escuella și îl predă în schimb agenților federali Edgar Ross și Archer Fordham, cei doi îl iau pe Escuella înapoi în America și acesta nu mai este văzut niciodată în joc; totuși, dialogul din joc sugerează că Escuella ar fi fost judecat iar apoi executat pentru crimele sale, astfel că acesta ajunge să moară indiferent de decizia lui John de-al cruța sau nu. Asemănător cu Williamson, Escuella este destul de laș și alege să nu-l confrunte direct pe John, dar dă în schimb dovadă de viclenie, reușind să-i distragă atenția lui John pentru a putea fugi, chiar dacă a fost rapid prins din urmă.
- Dutch van der Linde - este fostul lider al bandei Van der Linde, care, în urma desființării acesteia, și-a înființat una nouă de americani nativi din regiunea West Elizabeth, pe care i-a convins să se i se alăture în lupta împotriva modernizării și schimbării. El a fost ca un mentor și părinte pentru John, învățându-l multe din tot ce știe, de aceea acestuia îi vine greu să-l găsească și să-l omoare pe Dutch, după ce este obligat de Biroul de Investigații. Dutch a ajuns rapid cel mai căutat criminal din West Elizabeth, împreună cu banda sa atacându-i și jefuindu-i ocazional pe locuitorii din orașul Blackwater. El este ultimul dintre cei pe care John este pus să-i găsească și omoare, acesta lucrând alături de agenții federali Edgar Ross și Archer Fordham, precum și doi asociați de-ai lor, Profesorul Harold MacDougal și un fost membru al bandei lui Dutch, Nastas, pentru a respinge atacurile lui Dutch și a oamenilor lui în Blackwater, printre care și jaful unei bănci, și a le găsi ascunzătoarea din munți. În cele din urmă, John, Ross, Fordham și un grup de soldați americani lansează un atac asupra ascunzătorii bandei lui Dutch, în timpul căruia John îl urmărește și în cele din urmă îl încolțește pe Dutch pe vârful unei stânci. Acesta, grav rănit, își acceptă înfrângerea și, după câteva cuvinte finale către John, se sinucide, lăsându-se să cadă de pe stâncă, dar nu înainte de a-l avertiza pe John că Biroul va încerca să-l omoare pe el după aceea; acest lucru se dovedește a fi adevărat, când Ross îl trădează pe John și îi atacă ferma, rezultând în moartea acestuia. Dutch este un lider carismatic, priceput cu cuvintele și în general calm, dar poate deveni foarte violent și periculos în războiul său împotriva tehnologiei moderne și a guvernului.

#### Personaje secundare
- Archer Fordham - este un agent junior al Biroului de Investigații și partenerul lui Edgar Ross. Împreună cu acesta, el îl obligă pe John să-i găsească și să-i omoare pe toți membrii rămași ai fostei sale bande, răpindu-i familia pentru a se asigura că John cooperează. Spre deosebire de Ross, Fordham își ia slujba foarte în serios, rareori făcând glume, și se enervează mult mai ușor, adesea certându-se cu John când acesta refuză să coopereze, deși la final ajunge să aibă un oarecare respect pentru acesta, după tot ajutorul pe care John li le-a acordat. După ce John îl omoară pe Dutch van der Linde, ultimul membru rămas al fostei sale bande, Fordham și Ross îl lasă pe acesta să se întoarcă la familia lui, dar Fordham, spre deosebire de Ross, nu îl trădează pe John și nu îl atacă mai târziu, astfel că nu mai este văzut niciodată în joc după aceasta.
- Drew MacFarlane - este tatăl lui Bonnie MacFarlane și principalul proprietar al fermei familiei MacFarlane. El este un fermier experimentat, care nu a renunțat în ciuda tuturor problemelor pe care le-a întâmpinat pe parcursul vieții sale, și nu are încredere în străini, în special în John, deși ajunge să-l respecte după toată munca în jurul fermei cu care acesta îi ajută pe el și pe Bonnie. Drew este văzut ultima dată după ce John, întorcându-se în sfârșit la familia lui, vizitează ferma familiei MacFarlane pentru a cumpăra niște vaci.
- Amos - este fermierul șef de la ferma familiei MacFarlane și un prieten apropiat al acestora. El este adesea văzut lucrând în jurul fermei, în principal ocupându-se de cai și de hambar. Amos este, de asemenea, un jucător avid de poker și John poate să se joace cu el oricând.
- Jonah - este unul dintre deputații șerifului Leigh Johnson și un aliat pe care John și-l face în călătoria sa. El îi acompaniază pe John și Johnson în cadrul unor misiuni, iar mai târziu îl ajută pe John și ceilalți prieteni ai săi să atace Fort Mercer. După aceasta, Jonah nu mai este văzut niciodată în joc. Jonah este adesea nepoliticos cu străinii, încăpățânat și se enervează ușor, certându-se adesea cu John sau cu partenerul său, Eli, dar îi este foarte loial lui Johnson și slujbei sale.
- Eli - este unul dintre deputații șerifului Leigh Johnson și un aliat pe care John și-l face în călătoria sa. El îi acompaniază pe John și Johnson în cadrul unor misiuni, iar mai târziu îl ajută pe John și ceilalți prieteni ai săi să atace Fort Mercer. După aceasta, Jonah nu mai este văzut niciodată în joc. Spre deosebire de partenerul său, Jonah, Eli este mai respectuos cu cei din jur și pare să facă o treabă mult mai bună decât el.
- Norman Deek - este un membru din banda lui Bill Williamson și mâna dreaptă a acestuia. El este capturat de John și Leigh Johnson pentru a fi interogat cu privire la Fort Mercer, iar mai târziu John, Eli și Jonah încearcă să-l dea la schimb cu Bonnie MacFarlane, care a fost capturată de oamenii lui Williamson și urmează să fie spânzurată. Negocierile merg prost și se trece rapid la foc de armă, în timpul căruia Deek este împușcat și omorât de membrii din propria bandă. Deek îi este foarte loial lui Williamson, urmându-i orice ordin, și este destul de nemilos pentru a fi mâna lui dreaptă, dar prea laș pentru a fi vreodată lider.
- Espinoza - este un căpitan în armata mexicană și rivalul lui Vincente de Santa. El lucrează alături de John de câteva ori în timpul muncii acestuia pentru armata mexicană și mai târziu este prezent când de Santa încearcă să-l omoare pe John, după ce a aflat că acesta a lucrat pentru rebeli. Espinoza este omorât în timpul luptei dintre armata mexicană și rebeli, conduși de Abraham Reyes, care i-au ambuscat și l-au salvat pe John. Spre deosebire de Agustín Allende și de Santa, Espinoza este un lider curajos și loial, mereu luptând cot la cot cu oamenii săi împotriva rebelilor, și ajunge să-l respecte pe John destul de mult când cei doi lucrează împreună. De asemenea, deși poate fi la fel de nemilos ca și Allende și de Santa, Espinoza chiar crede că prin sfârșirea rebeliunii prin execuții violente va aduce pace și prosperitate statului.
- Victor Melendez - este un rebel care luptă alături de Abraham Reyes împotriva armatei mexicane. El lucrează alături de John de câteva ori în timpul muncii acestuia pentru rebeli. Victor este văzut ultima dată în poveste când rebelii atacă vila lui Agustín Allende și câștiga astfel războiul, dar mai poate fi întâlnit apoi în tabăra rebelilor din orașul Agave Viejo sau pe lângă vila lui Allende, acum ocupată de Reyes.
- Nastas - este un american nativ și fost membru din banda lui Dutch van der Linde, dar a ajuns s-o trădeze și a devenit în schimb un informator pentru Biroul de Informații, nemulțumit de violența lui Dutch și modul în care acesta își tratează oamenii. Nastas îl întâlnește pe John după ce acesta și agenții federali Edgar Ross și Archer Fordham îl salvează de oamenii lui Dutch, care îl consideră un trădător și l-au capturat după o încercare nereușită să se infiltreze în bandă în calitate de spion, pentru a-l găsi pe Dutch. El devine rapid un aliat apropiat de-al lui John și lucrează alături de acesta și Profesorul Harold MacDougal pentru a găsi ascunzătoarea lui Dutch, dar este omorât în urma unei ambuscade a oamenilor acestora. Nastas are un caracter foarte calm și, deși ajunge să-l displacă rapid pe MacDougal din cauza modului în care acesta îl tratează, împărtășește o relație de respect reciproc cu John.

## Dezvoltare
Rockstar San Diego a început să dezvolte Red Dead Redemption în 2005. Dezvoltarea a fost realizată de o echipă de peste 800 de persoane, inclusiv echipa de bază a Rockstar San Diego și personalul de la studiourile companiei Rockstar Games din întreaga lume. Jocul rulează pe motorul grafic Rockstar Advanced Gaming Engine (RAGE), care a fost îmbunătățită pentru ca jocul să-și îmbunătățească capacitățile de redare a distanței maxime de vedere Software-ul Euphoria și Bullet se ocupă de sarcini suplimentare de animație și redare. După ce a utilizat excesiv hardware-ul anterior pe proiectele anterioare, Rockstar s-a simțit inspirat după ce a realizat puterea potențială pe care o prezintă PlayStation 3 și Xbox 360. Bugetul combinat de dezvoltare și marketing al jocului ajunge, aproximativ, între 80 și 100 de milioane de dolari, ceea ce îl face unul dintre cele mai scumpe jocuri video realizate vreodată.
Open-world-ul a fost creat pentru a reprezenta trăsăturile iconice ale frontierei americane. Membrii cheie ai echipei de producție mondială a jocului au călătorit până la Washington și la Biblioteca Congresului cu scopul de a cerceta și a afla cât mai multe despre frontiera americană. Ei au făcut, de asemenea, o multitudine de fotografii și au analizat diverse filme clasice occidentale. Echipa a considerat că crearea open-world-ului lumii este unul din aspectele cele mai exigente din punct de vedere tehnic ale producției jocului, în ceea ce privește umplerea acestei lumi cu suficient conținut pentru a face jucătorul interesat. Echipa a ales anul 1911 ca plasarea acțiunii jocului, considerând că explorarea transformării din "vechiul Occident" într-o lume modernă a fost intrigantă. Echipa a văzut Red Dead Redemption ca succesorul spiritual al lui Red Dead Revolver și l-a dezvoltat în așa fel încât să îmbunătățească mecanicile gameplay-ului din jocul respectiv. Ei au dorit să mențină mecanismul de fotografiere și să se extindă pe alte caracteristici ale jocului, încercând să atingă realismul cu fiecare caracteristică a jocului. În special, echipa s-a confruntat cu o provocare în crearea unei mișcări realiste pentru cal, ducând la angajarea unui cal adevărat pentru a simula mișcarea designerilor.
După un proces de audiție, Rob Wiethoff a fost ales pentru a-l interpreta pe John Marston. Performanțele distribuției au fost în mare parte înregistrate utilizând tehnologia de captare a mișcării, cu un dialog suplimentar și efecte sonore înregistrate într-un studio. Red Dead Redemption are, de asemenea, o coloană sonoră originală, care a fost compusă de Bill Elm și Woody Jackson, colaborând între ei timp de peste 15 luni. Rockstar a consultat, de asemenea, muzicieni care au cântat la instrumente tradiționale occidentale, precum cântărețul la muzicuță Tommy Morgan.
Deși demonstrația tehnologică a fost arătată pentru prima dată în 2005, Red Dead Redemption a fost anunțat oficial de Rockstar Games de-abia pe 3 februarie 2009. Trailer-ul de debut a jocului a fost lansat pe 6 mai 2009, introducându-l pe protagonist. Jocul a fost inițial plănuit să fie lansat în aprilie 2010, dar a ajuns să fie lansat în schimb pe 18 mai 2010, deoarece mai avea nevoie de încă câteva finisări. Pentru a promova vânzările în avans ale jocului, Rockstar a colaborat cu mai multe retail outlet-uri pentru a oferi bonusuri jucătorilor care au comandat jocul în avans, printre care haine, arme și cai exclusiviști în joc, precum și coloana sonoră oficială a jocului.

### Conținut descărcabil (DLC)
Conținutul de după lansare al lui Red Dead Redemption a fost adăugat în joc sub forma mai multor pachete de conținut descărcabil (DLC). Pachetul Outlaws to the End, lansat pe 22 iunie 2010, a adăugat șase noi misiuni cooperative pentru modul multiplayer al jocului. Pachetul Legends and Killers, lansat pe 10 august 2010, a adăugat opt modele noi de personaje pentru multiplayer (inspirate de personajele din Red Dead Revolver), nouă locații noi pe hartă și o armă Tomahawk. Pachetul Liars and Cheats, lansat pe 21 septembrie 2010, a adăugat câteva moduri noi de joc multiplayer competitive și mini-jocuri, modele noi de personaje (inspirate de personajele din singleplayer) și arma Explosive Rifle. Pachetul Hunting and Trading, lansat pe 12 octombrie 2010, a adăugat animalul Jackalope, care poate fi vânat și vândut, și câteva haine noi. Red Dead Redemption: Undead Nightmare, lansat pe 26 octombrie 2010, a fost cel mai complex dintre toate pachetele, deoarece a adăugat o campanie complet nouă pentru singleplayer, cu orașe fantomă și cimitire pline de zombi; în această nouă poveste, jucătorul preia din nou controlul asupra lui John Marston în timp ce acesta încearcă să găsească antidotul pentru un virus zombi care a infectat Vestul Sălbatic. Ultimul pachet, Myths and Mavericks, lansat gratuit pe 13 septembrie 2011, a adăugat noi personaje din modul singleplayer pentru cel multiplayer.
O ediție de "Jocul Anului", care include tot conținutul descărcabil menționat anterior, a fost lansat atât pe PlayStation 3, cât și pe Xbox 360, pe 11 octombrie 2011 în America de Nord, și pe 14 octombrie 2011 pe plan internațional. În plus, Microsoft a făcut jocul compatibil anterior pentru Xbox One în iulie 2016, astfel încât jocul să poate fi jucat și pe Xbox One, dacă jucătorul deține deja o copie pentru Xbox 360.

## Recepție
Red Dead Redemption a avut parte de recenzii foarte pozitive. Conform site-ului agregator de recenzii Metacritic, care atribuie o notă în intervalul 0-100, jocul prezintă un scor mediu de 95 din 100, indicând "aprecierea universală", bazat pe 73 de recenzii pentru versiunea  de PlayStation 3 și 96 de recenzii pentru versiunea de Xbox 360. Comercial, jocul a avut, de asemenea, un mare succes. Până în august 2011, jocul a vândut deja peste 11 milioane de exemplare, dintre care 2 milioane includeau expansiunea Undead Nightmare. Începând cu februarie 2017, Red Dead Redemption a vândut peste 15 milioane de unități.
Mulți critici au apreciat peisajul, mediul și grafica din Red Dead Redemption. Erik Brudvig de la IGN a lăudat detaliile de mediu, observând că jucătorul poate chiar să sperie o turmă de păsări din tufișuri când trece pe lângă. El a menționat, de asemenea, că evenimentele dinamice ale jocului, sunetele meteorologice și ambientale oferă o experiență bogată jucătorilor. El a ajuns la concluzia că "vă puteți aștepta, de asemenea, la un joc fantastic care oferă experiența occidentală pe care am așteptat-o cu toții". Game Informer a numit peisajul "uluitor", iar scenele cinematografice "s-au îmbunătățit mult" comparativ cu Grand Theft Auto IV, și l-a numit "cel mai bun joc de la Rockstar de până acum".
Muzica, sunetul și voice acting-ul din joc au fost, de asemenea, lăudate și discutate la scară largă. Jocul a câștigat premii pentru "Cea mai bună Muzică Originală" și "Cel mai bun Voice Acting" de la GameSpot. Când vorbește despre design-ul sunetului din Red Dead Redemption, Game Informer a spus: "De la sunetul focurilor de armă perfect la furia tumultuoasă a furtunilor de prerie, atenția mare la detaliile audio aduce lumea la viață".
Criticii și comentatorii au vorbit despre utilizarea cu succes a motorului de joc și au făcut asemănări cu controalele și fizicile din seria Grand Theft Auto. Game Informer a spus că Rockstar "a transpus gameplay-ul din Grand Theft Auto pe un set plin de viață din vestul Occidentului". Binecunoscutul Stephanie "Hex" Bendixsen a spus că "Rockstar chiar s-a uitat la ceea ce oamenilor le-a plăcut și nu le-a plăcut la cum au realizat designul lui Grand Theft Auto IV și au inclus totul aici". Simon Parkin de la Eurogamer a simțit că Red Dead Redemption chiar a reușit să recreeze cadrul din Grand Theft Auto într-un "scenariu interesant, distinct și realizat într-un mod expert".
Modul multiplayer al lui Red Dead Redemption a avut parte de recenzii mixte de la critici. Will Herring de la GamePro a lăudat varietatea modurilor de joc multiplayer și open-world-ul pe care îl oferă gameplay-ul, dar a remarcat faptul că s-a bazat mai mult pe jucători pentru a menține jocul interesant. Justin Calvert de la GameSpot a acordat, de asemenea, note mari pentru varietatea modurilor de joc multiplayer, dar a simțit că există o lipsă destul de mare în ceea ce privește costumizarea personajelor jucătorilor. Într-o recenzie mai critică a jocului multiplayer, Scott Sharkey de la 1UP.com a remarcat că modurile de joc pot suferi din cauza griefing-ului, datorat naturii deschise a gameplay-ului multiplayer. El a criticat, de asemenea, aspectele legate de creșterea în nivel și deblocarea de noi elemente, menționând că "Primele câteva minute petrecute ca un miner fără dinți care călătorește pe un catâr pot fi destul de umilitoare". Jake Gaskill de la G4TV a avut, de asemenea, parte de acest sentiment. El a remarcat că jocul adesea îi respawnează pe jucători aproape de locația în care au fost omorâți,  ceea ce îl poate face pe jucătorul omorât să sufere în mod repetat de griefing-ul celuilalt jucător. Rockstar a adăugat ulterior o caracteristică care le permite jucătorilor ce sunt griefați să fie transportați într-o zonă diferită după ce se respawnează.

### Premii
De la lansare, Red Dead Redemption a avut parte de numeroase premii. A câștigat câteva premii de "Jocul Anului" de la diferite outlet-uri, precum GameSpy, GameSpot, Good Game, Computer and Video Games și Machima. Muzica din joc a primit, de asemenea, premii pentru originalitatea sa de la GameSpot, Machima.com și Spike TV. Jose Gonzalez a primit, de asemenea, un premiu de la Spike TV pentru cântecul său original, "Far Away". Graficile au primit onoruri la Conferința de Jocuri Coreeană și la programul TV Good Game. Undead Nightmare a primit, de asemenea, premii de "Cel mai bun Conținut descărcabil" de la Spike TV, G4 TV și Game Revolution. La Spike Video Game Awards din 2010, Red Dead Redemption a câștigat premiile de "Jocul Anului", "Cel mai bun Cântec dintr-un Joc" ("Far Away" de Jose Gonzalez), "Cea mai bună Muzică Originală" și "Cel mai bun DLC" (Undead Nightmare). Red Dead Redemption nu a fost nominalizat la niciunul dintre premiile pe bază de juriu de la BAFTA Video Game Awards, din cauza refuzului celor de la Rockstar ca jocul să fie luat în considerare; BAFTA nu poate înscrie jocuri fără permisiune de la dezvoltatori și cei care le-au publicat.
| \| An \| Premiu \| Categorie \| Rezultat \| Referință \| \| ---- \| ----------------------------------------- \| ---------------------------------------------------------------- \| ------------ \| --------- \| \| 2010 \| GameSpot Best of 2010 \| Best Story \| Câștigat \| [6] \| \| 2010 \| GameSpot Best of 2010 \| Best New Character (John Marston) \| Câștigat \| [7] \| \| 2010 \| GameSpot Best of 2010 \| Best Atmosphere \| Câștigat \| [8] \| \| 2010 \| GameSpot Best of 2010 \| Best Original Music \| Câștigat \| [9] \| \| 2010 \| GameSpot Best of 2010 \| Best Voice Acting \| Câștigat \| [10] \| \| 2010 \| GameSpot Best of 2010 \| Best Improved Sequel \| Câștigat \| [11] \| \| 2010 \| GameSpot Best of 2010 \| Best Writing/Dialogue \| Câștigat \| [12] \| \| 2010 \| GameSpot Best of 2010 \| Best Ending \| Câștigat \| [13] \| \| 2010 \| GameSpot Best of 2010 \| Best Action/Adventure Game \| Câștigat \| [14] \| \| 2010 \| GameSpot Best of 2010 \| Best PS3 Game \| Câștigat \| [15] \| \| 2010 \| GameSpot Best of 2010 \| Best Xbox 360 \| Câștigat \| [16] \| \| 2010 \| GameSpot Best of 2010 \| Game of the Year \| Câștigat \| [17] \| \| 2010 \| GameSpot Best of 2010 \| Best Downloadable Content (Undead Nightmare) \| Nominalizare \| [18] \| \| 2010 \| GameSpot Best of 2010 \| Best Graphics, Artistic \| Nominalizare \| [19] \| \| 2010 \| GameSpot Best of 2010 \| Best Sound Design \| Nominalizare \| [20] \| \| 2010 \| GameSpot Best of 2010 \| Best Original Game Mechanic \| Nominalizare \| [21] \| \| 2010 \| IGN Best of 2010 \| Funniest Game (Xbox 360) (Undead Nightmare) \| Câștigat \| [22] \| \| 2010 \| IGN Best of 2010 \| Best Story (PlayStation 3) \| Câștigat \| [23] \| \| 2010 \| IGN Best of 2010 \| Best Character (PlayStation 3) (John Marston) \| Câștigat \| [24] \| \| 2010 \| IGN Best of 2010 \| Best Story (Xbox 360) \| Nominalizare \| [25] \| \| 2010 \| IGN Best of 2010 \| Coolest Atmosphere (Xbox 360) \| Nominalizare \| [26] \| \| 2010 \| IGN Best of 2010 \| Best Character (Xbox 360) (John Marston) \| Nominalizare \| [27] \| \| 2010 \| IGN Best of 2010 \| Best Visuals (Xbox 360) \| Nominalizare \| [28] \| \| 2010 \| IGN Best of 2010 \| Best Horror Game (Xbox 360) (Undead Nightmare) \| Nominalizare \| [29] \| \| 2010 \| IGN Best of 2010 \| Best Xbox 360 Game of the Year \| Nominalizare \| [30] \| \| 2010 \| IGN Best of 2010 \| Funniest Game (PlayStation 3) (Undead Nightmare) \| Nominalizare \| [31] \| \| 2010 \| IGN Best of 2010 \| Coolest Atmosphere (PlayStation 3) \| Nominalizare \| [32] \| \| 2010 \| IGN Best of 2010 \| Most Addictive Game (PlayStation 3) \| Nominalizare \| [33] \| \| 2010 \| IGN Best of 2010 \| Best Visuals (PlayStation 3) \| Nominalizare \| [34] \| \| 2010 \| IGN Best of 2010 \| Most Bang for Your Buck (PlayStation 3) \| Nominalizare \| [35] \| \| 2010 \| IGN Best of 2010 \| Best Horror Game (PlayStation 3) (Undead Nightmare) \| Nominalizare \| [36] \| \| 2010 \| IGN Best of 2010 \| Best PS3 Game of the Year \| Nominalizare \| [37] \| \| 2010 \| GameSpy Game of the Year 2010 \| Best Action Adventure Game of the Year \| Câștigat \| [38] \| \| 2010 \| GameSpy Game of the Year 2010 \| Overall Game of the Year \| Câștigat \| [39] \| \| 2010 \| Spike Video Game Awards 2010 \| Game of the Year \| Câștigat \| [40] \| \| 2010 \| Spike Video Game Awards 2010 \| Best Song in a Game ("Far Away" by José González) \| Câștigat \| [40] \| \| 2010 \| Spike Video Game Awards 2010 \| Best Original Score \| Câștigat \| [40] \| \| 2010 \| Spike Video Game Awards 2010 \| Best DLC (Undead Nightmare) \| Câștigat \| [40] \| \| 2010 \| Spike Video Game Awards 2010 \| Best Original Game \| Câștigat \| [40] \| \| 2010 \| Spike Video Game Awards 2010 \| Best Zombie Game (Undead Nightmare) \| Câștigat \| [40] \| \| 2010 \| Spike Video Game Awards 2010 \| Studio of the Year (Rockstar San Diego) \| Nominalizare \| [41] \| \| 2010 \| Spike Video Game Awards 2010 \| Character of the Year (John Marston) \| Nominalizare \| [41] \| \| 2010 \| Spike Video Game Awards 2010 \| Best PS3 Game \| Nominalizare \| [41] \| \| 2010 \| Spike Video Game Awards 2010 \| Best Action Adventure Game \| Nominalizare \| [41] \| \| 2010 \| Spike Video Game Awards 2010 \| Best Graphics \| Nominalizare \| [41] \| \| 2010 \| Spike Video Game Awards 2010 \| Best Performance by a Human Male (Rob Wiethoff as John Marston) \| Nominalizare \| [41] \| \| 2011 \| 14th Annual D.I.C.E. Awards \| Action Game of the Year \| Câștigat \| [42] \| \| 2011 \| 14th Annual D.I.C.E. Awards \| Outstanding Achievement in Art Direction \| Câștigat \| [42] \| \| 2011 \| 14th Annual D.I.C.E. Awards \| Outstanding Achievement in Game Play Engineering \| Câștigat \| [42] \| \| 2011 \| 14th Annual D.I.C.E. Awards \| Outstanding Character Performance (Rob Wiethoff as John Marston) \| Câștigat \| [42] \| \| 2011 \| 14th Annual D.I.C.E. Awards \| Outstanding Achievement in Game Direction \| Câștigat \| [42] \| \| 2011 \| 14th Annual D.I.C.E. Awards \| Game of the Year \| Nominalizare \| [42] \| \| 2011 \| 14th Annual D.I.C.E. Awards \| Outstanding Innovation in Gaming \| Nominalizare \| [42] \| \| 2011 \| 14th Annual D.I.C.E. Awards \| Outstanding Achievement in Sound Design \| Nominalizare \| [42] \| \| 2011 \| 2011 British Academy Video Games Awards \| GAME Award of 2010 \| Nominalizare \| [43] \| \| 2011 \| 11th Annual Game Developers Choice Awards \| Game of the Year \| Câștigat \| [44] \| \| 2011 \| 11th Annual Game Developers Choice Awards \| Best Game Design \| Câștigat \| [44] \| \| 2011 \| 11th Annual Game Developers Choice Awards \| Best Technology \| Câștigat \| [44] \| \| 2011 \| 11th Annual Game Developers Choice Awards \| Best Audio \| Câștigat \| [44] \| \| 2011 \| 11th Annual Game Developers Choice Awards \| Best Writing \| Nominalizare \| [44] \| \| 2012 \| 2012 Spike Video Game Awards \| Entertainment Weekly and Spike VGA Best Game of the Decade \| Nominalizare \| [45] \| |                                           |                                                                  |              |           |
| An | Premiu                                    | Categorie                                                        | Rezultat     | Referință |
| 2010 | GameSpot Best of 2010                     | Best Story                                                       | Câștigat     | [ 6 ]     |
| 2010 | GameSpot Best of 2010                     | Best New Character (John Marston)                                | Câștigat     | [ 7 ]     |
| 2010 | GameSpot Best of 2010                     | Best Atmosphere                                                  | Câștigat     | [ 8 ]     |
| 2010 | GameSpot Best of 2010                     | Best Original Music                                              | Câștigat     | [ 9 ]     |
| 2010 | GameSpot Best of 2010                     | Best Voice Acting                                                | Câștigat     | [ 10 ]    |
| 2010 | GameSpot Best of 2010                     | Best Improved Sequel                                             | Câștigat     | [ 11 ]    |
| 2010 | GameSpot Best of 2010                     | Best Writing/Dialogue                                            | Câștigat     | [ 12 ]    |
| 2010 | GameSpot Best of 2010                     | Best Ending                                                      | Câștigat     | [ 13 ]    |
| 2010 | GameSpot Best of 2010                     | Best Action/Adventure Game                                       | Câștigat     | [ 14 ]    |
| 2010 | GameSpot Best of 2010                     | Best PS3 Game                                                    | Câștigat     | [ 15 ]    |
| 2010 | GameSpot Best of 2010                     | Best Xbox 360                                                    | Câștigat     | [ 16 ]    |
| 2010 | GameSpot Best of 2010                     | Game of the Year                                                 | Câștigat     | [ 17 ]    |
| 2010 | GameSpot Best of 2010                     | Best Downloadable Content (Undead Nightmare)                     | Nominalizare | [ 18 ]    |
| 2010 | GameSpot Best of 2010                     | Best Graphics, Artistic                                          | Nominalizare | [ 19 ]    |
| 2010 | GameSpot Best of 2010                     | Best Sound Design                                                | Nominalizare | [ 20 ]    |
| 2010 | GameSpot Best of 2010                     | Best Original Game Mechanic                                      | Nominalizare | [ 21 ]    |
| 2010 | IGN Best of 2010                          | Funniest Game (Xbox 360) (Undead Nightmare)                      | Câștigat     | [ 22 ]    |
| 2010 | IGN Best of 2010                          | Best Story (PlayStation 3)                                       | Câștigat     | [ 23 ]    |
| 2010 | IGN Best of 2010                          | Best Character (PlayStation 3) (John Marston)                    | Câștigat     | [ 24 ]    |
| 2010 | IGN Best of 2010                          | Best Story (Xbox 360)                                            | Nominalizare | [ 25 ]    |
| 2010 | IGN Best of 2010                          | Coolest Atmosphere (Xbox 360)                                    | Nominalizare | [ 26 ]    |
| 2010 | IGN Best of 2010                          | Best Character (Xbox 360) (John Marston)                         | Nominalizare | [ 27 ]    |
| 2010 | IGN Best of 2010                          | Best Visuals (Xbox 360)                                          | Nominalizare | [ 28 ]    |
| 2010 | IGN Best of 2010                          | Best Horror Game (Xbox 360) (Undead Nightmare)                   | Nominalizare | [ 29 ]    |
| 2010 | IGN Best of 2010                          | Best Xbox 360 Game of the Year                                   | Nominalizare | [ 30 ]    |
| 2010 | IGN Best of 2010                          | Funniest Game (PlayStation 3) (Undead Nightmare)                 | Nominalizare | [ 31 ]    |
| 2010 | IGN Best of 2010                          | Coolest Atmosphere (PlayStation 3)                               | Nominalizare | [ 32 ]    |
| 2010 | IGN Best of 2010                          | Most Addictive Game (PlayStation 3)                              | Nominalizare | [ 33 ]    |
| 2010 | IGN Best of 2010                          | Best Visuals (PlayStation 3)                                     | Nominalizare | [ 34 ]    |
| 2010 | IGN Best of 2010                          | Most Bang for Your Buck (PlayStation 3)                          | Nominalizare | [ 35 ]    |
| 2010 | IGN Best of 2010                          | Best Horror Game (PlayStation 3) (Undead Nightmare)              | Nominalizare | [ 36 ]    |
| 2010 | IGN Best of 2010                          | Best PS3 Game of the Year                                        | Nominalizare | [ 37 ]    |
| 2010 | GameSpy Game of the Year 2010             | Best Action Adventure Game of the Year                           | Câștigat     | [ 38 ]    |
| 2010 | GameSpy Game of the Year 2010             | Overall Game of the Year                                         | Câștigat     | [ 39 ]    |
| 2010 | Spike Video Game Awards 2010              | Game of the Year                                                 | Câștigat     | [ 40 ]    |
| 2010 | Spike Video Game Awards 2010              | Best Song in a Game ("Far Away" by José González)                | Câștigat     | [ 40 ]    |
| 2010 | Spike Video Game Awards 2010              | Best Original Score                                              | Câștigat     | [ 40 ]    |
| 2010 | Spike Video Game Awards 2010              | Best DLC (Undead Nightmare)                                      | Câștigat     | [ 40 ]    |
| 2010 | Spike Video Game Awards 2010              | Best Original Game                                               | Câștigat     | [ 40 ]    |
| 2010 | Spike Video Game Awards 2010              | Best Zombie Game (Undead Nightmare)                              | Câștigat     | [ 40 ]    |
| 2010 | Spike Video Game Awards 2010              | Studio of the Year (Rockstar San Diego)                          | Nominalizare | [ 41 ]    |
| 2010 | Spike Video Game Awards 2010              | Character of the Year (John Marston)                             | Nominalizare | [ 41 ]    |
| 2010 | Spike Video Game Awards 2010              | Best PS3 Game                                                    | Nominalizare | [ 41 ]    |
| 2010 | Spike Video Game Awards 2010              | Best Action Adventure Game                                       | Nominalizare | [ 41 ]    |
| 2010 | Spike Video Game Awards 2010              | Best Graphics                                                    | Nominalizare | [ 41 ]    |
| 2010 | Spike Video Game Awards 2010              | Best Performance by a Human Male (Rob Wiethoff as John Marston)  | Nominalizare | [ 41 ]    |
| 2011 | 14th Annual D.I.C.E. Awards               | Action Game of the Year                                          | Câștigat     | [ 42 ]    |
| 2011 | 14th Annual D.I.C.E. Awards               | Outstanding Achievement in Art Direction                         | Câștigat     | [ 42 ]    |
| 2011 | 14th Annual D.I.C.E. Awards               | Outstanding Achievement in Game Play Engineering                 | Câștigat     | [ 42 ]    |
| 2011 | 14th Annual D.I.C.E. Awards               | Outstanding Character Performance (Rob Wiethoff as John Marston) | Câștigat     | [ 42 ]    |
| 2011 | 14th Annual D.I.C.E. Awards               | Outstanding Achievement in Game Direction                        | Câștigat     | [ 42 ]    |
| 2011 | 14th Annual D.I.C.E. Awards               | Game of the Year                                                 | Nominalizare | [ 42 ]    |
| 2011 | 14th Annual D.I.C.E. Awards               | Outstanding Innovation in Gaming                                 | Nominalizare | [ 42 ]    |
| 2011 | 14th Annual D.I.C.E. Awards               | Outstanding Achievement in Sound Design                          | Nominalizare | [ 42 ]    |
| 2011 | 2011 British Academy Video Games Awards   | GAME Award of 2010                                               | Nominalizare | [ 43 ]    |
| 2011 | 11th Annual Game Developers Choice Awards | Game of the Year                                                 | Câștigat     | [ 44 ]    |
| 2011 | 11th Annual Game Developers Choice Awards | Best Game Design                                                 | Câștigat     | [ 44 ]    |
| 2011 | 11th Annual Game Developers Choice Awards | Best Technology                                                  | Câștigat     | [ 44 ]    |
| 2011 | 11th Annual Game Developers Choice Awards | Best Audio                                                       | Câștigat     | [ 44 ]    |
| 2011 | 11th Annual Game Developers Choice Awards | Best Writing                                                     | Nominalizare | [ 44 ]    |
| 2012 | 2012 Spike Video Game Awards              | Entertainment Weekly and Spike VGA Best Game of the Decade       | Nominalizare | [ 45 ]    |

### John Marston
GameSpot și IGN l-au numit pe John Marston cel mai bun personaj nou al anului. Acesta a fost, de asemenea, nominalizat la premiile pentru personaje și voice acting de la Spike Video Game Awards din 2010 și a 14-a ediție Anuală a Premiilor D.I.C.E.. În 2013, Complex a amintit performanța lui Rob Wiethoff ca Marston, numind-o a doua cea mai bună dintr-un joc video vreodată. Network World a spus că John "este un personaj complicat, fiind cândva o persoană rea care încearcă acum să facă lucruri bune". The New Yerk Times a spus că "John și creatorii lui reimaginează lumea reală într-un mod atât de convingător, cohesiv și entuziativ încât ridică standardul pentru sofisticare și ambiție din jocurile electronice". Marston a fost inclus în numeroase liste cu topuri ale celor mai bune personaje din jocuri video. GamesRadar a pus personajul pe locul 5 în lista lor cu cele mai bune personaje din jocuri video ale generației, iar GameSpy l-a numit pe John Marston a remarcat lipsa lui din topul cu cele mai bune 50 de personaje din jocuri video din 2011 al lui Guinness World Records Gamer's Edition's.